# Rajko Đurić
Rajko Đurić, szerbül: Рајко Ђурић, roma nyelven: Raiko Juric (Malo Orašje, 1947. október 3. – Belgrád, 2020. november 2.) szerbiai roma író, akadémikus, politikus. A Szerbiai Roma Unió egyik vezetője haláláig.

## Életútja
1947. október 3-án született a Szendrő melletti Malo Orašjében. 1967 és 1972 között filozófiát tanult a Belgrádi Egyetem Filozófiai Karán. 1986-ban szociológiadoktori címet szerzett, és megírta a Cigányok kultúrája a Jugoszláv Szocialista Szövetségi Köztársaságban című disszertációját. 1991-ben Berlinbe költözött, elkerülve, hogy részt vegyen a délszláv háborúban.
Több mint 500 cikket és 34 könyvet írt, valamint közreműködött Aleksandar Petrović
Találkoztam boldog cigányokkal is (Skupljači perja) című filmjének elkészítésében is; társírója volt Emir Kusturica Cigányok ideje (Dom za vešanje) című filmjének.
Jugoszlávia elhagyásáig a Politika című újság kulturális rovatának főszerkesztője volt Belgrádban. A Nemzetközi Roma Unió elnöke, és a Nemzetközi PEN Roma Központjának főtitkára volt. Irodalmi műveit több mint öt nyelvre fordították le. 2011-ben társalapítója volt a Belgrádban működő Roma Művészeti és Tudományos Akadémiának, amelynek elnöke volt haláláig.
A politikában a szerbiai romák érdekeit védte. A 2007-es szerbiai parlamenti választásokon bemutatta és vezette a Szerbiai Roma Unió 249 jelöltjét tartalmazó listát. 17 128 szavazatot kapott, azaz a szavazatok 0,42%-át szerezte meg, amivel beválasztották a Szerb Nemzetgyűlésbe. A 2008-as szerbiai elnökválasztáson a szavazás első fordulójában Boris Tadić korábbi államfő jelöltségét támogatta. A 2008-as szerbiai parlamenti választásokon ismét a Szerbiai Roma Unió 200 jelöltet tartalmazó listáját vezette.
2020. november 2-án halt meg Belgrádban, 73 éves korában.

## Művei
- Bi kheresko-Bi limoresko (1975)
- Purano svato o dur themestar (1980)
- A i U - A thai U (1982)
- Kultur der Roma und interkulturelle Beziehungen (1988–1990)
- Paradigmen in der Kultur der Roma (1992)
- Die Kultur der Roma und Sinti (1993)

## Fordítás
Ez a szócikk részben vagy egészben  a   Rajko Đurić című angol Wikipédia-szócikk ezen változatának fordításán alapul.  Az eredeti cikk szerkesztőit annak laptörténete sorolja fel. Ez a jelzés csupán a megfogalmazás eredetét és a szerzői jogokat jelzi, nem szolgál a cikkben szereplő információk forrásmegjelöléseként.